# José Mensuro "Mensu"
Jose Mensuro Hernández (Madrid, 13 de agosto de 1935), apodado Mensu, es un pintor español.

## Biografía
Nacido en Madrid, reside en Irún desde su infancia. Comenzó sus estudios de pintura en la Escuela de Artes y Oficios de San Sebastián, donde fue discípulo de Vicente Cobreros Uranga. En 1953 tomó parte en la XVI Exposición de Artistas Noveles Guipuzcoanos y desde entonces ha expuesto tanto en España como en el extranjero, obteniendo varios premios.
En 1963 fue nombrado director del Grupo de Teatro de Cámara de Irun. En 1965 tuvo experiencias en el campo del cine y una parte de su obra pictórica fue vendida en la exposición de Houston (Estados Unidos).
En 1966 fundó el Estudio de Pintura Mensu en Irún, donde impartió clases de pintura libre y expresión creativa durante décadas, influenciando a numerosas generaciones de artistas locales. Terminó su labor educativa en 2009.
En 1986, Mensu realizó una exposición en Fuenterrabía, en su propia galería, estrenando series de "Homenajes" y de puertos vascos.
Ha legado buena parte de su obra a la colección artística municipal de Irún, 159 obras de las cuales una selección fue presentada en una exposición el 18 de julio de 2025 en el Centro Cultural Amaia de la localidad fronteriza.

## Obra
Su técnica se destaca por pinceladas suaves y largas, una paleta luminosa y atmósferas poéticas de claro matiz impresionista 
. Su trabajo se inspira en el paisaje del Bidasoa y los puertos vascos, especialmente Fuenterrabía, plasmando la luz cambiante, la vida costera y los rincones emblemáticos de Irun con gran sensibilidad emocional.
Entre sus obras destacan Lanchas en la ría, La corniche, Orio, Barcos, Maternidad, Sendero en el bosque, Puesta de sol y Contraluz en Hondarribi.
Además de la pintura, ha hecho xilografías y ha trabajado esculturas de vidrio y volumetrías figurativas que están expuestas en colecciones públicas de Irun. También ha trabajado acuarelas de gran tamaño y la fotografía, obteniendo reconocimiento por obras como Urbasa y teniendo presencia en publicaciones especializadas.
Cabe destacar también su labor como escritor. Ha escrito teatro (Vacíos, 1963), relatos y novelas (Valores eternos, premiado en 1966; Azul cobalto (2017); Fuera de la ley dentro de la ley (2019); La mujer de otro y otros relatos (2021); La verdad sobre Elena (2023)) y el reciente poemario Poemas en el tiempo (2024).